# ماه‌گل مهر
ماه‌گل مهر (زاده ۱۶ مهر ۱۳۵۷ - درگذشته ۳ اردیبهشت ۱۳۹۳)، فرزند مهرو نونهالى، گرافيست و نقاش و فرخ مهر، معمار و شهرساز است و یک دختر به نام دلدار احتشام زاده دارد. 
دانش‌آموخته کارشناسی تئاتر از دانشکده هنر و معماری و خواهرزاده رؤیا نونهالی بود.

## زندگی هنری
در کارنامه هنری او همکاری با کارگردان‌هایی مانند بهرام بیضایی، اکبر زنجان‌پور، قطب‌الدین صادقی، محسن حسینی، نوشین تبریزی و روزبه حسینی دیده می‌شود.
از جمله فعالیت‌های او می‌توان به بازی در نمایش‌های مجلس شبیه در ذکر مصائب استاد نوید ماکان و همسرش مهندس رخشید فرزین، مده‌آ، اورفه، شهرزاد و هفت قصه‌اش، سه مرثیه هذیان، دشمن مردم، خانه پدری و طعم آلوی جنگلی اشاره کرد.
آخرین حضور او در تئاتر به نمایش دایی وانیا به کارگردانی اکبر زنجان‌پور برمی‌گردد، این نمایش سال ۱۳۹۲ در تالار اصلی تئاترشهر به صحنه رفت.

## درگذشت
وی پس از سالها بیماری در شامگاه ۳ اردیبهشت ۱۳۹۳، بر اثر سرطان ریه در بخش سی‌سی‌یو بیمارستان آراد در تهران درگذشت.
پیکر این هنرمند جوان در روز جمعه پنجم اردیبهشت ماه ۱۳۹۳ در روستای خانوادگی‌اش «تاکُر» در بخش بلده شهرستان نور به خاک سپرده شد.